# 澤村宗十郎 (9代目)
九代目 澤村 宗十郎（さわむら そうじゅうろう、1933年〈昭和8年〉3月8日 - 2001年〈平成13年〉1月12日 ）は、歌舞伎役者。屋号は紀伊國屋。定紋は丸にいの字、替紋は花有り足有りの笹竜胆。舞踊の名取は藤間 勘嗣朗（ふじま かんしろう）。本名は澤村 壽一（さわむら じゅいち）。東京都出身。

## 来歴・人物
江戸和事で知られた紀伊國屋の芸を伝えていた。五代目澤村訥升を名乗っていた若い頃はその美貌で人気を博し、谷崎潤一郎が『瘋癲老人日記』に引用したほか、志賀直哉は東横ホールの舞台に立つ20代の訥升の美しさを毎月のように堪能したという。
祖父・七代目澤村宗十郎が撰した「高賀十種」の『苅萱桑門筑紫轢』（苅萱道心）をはじめとするお家芸に情熱を傾けたほか、平成元年（1989年）からは私財を投じて自主公演「宗十郎の会」を行い、『月缺皿恋路宵闇』（紅皿欠皿）、『百千鳥沖津白浪』（鬼神のお松）、『染替蝶桔梗』（濡髪お関）など埋もれた狂言を復活させた。
姉に元女優の沢村昌子、弟に二代目澤村藤十郎がいる。また、元宝塚歌劇団星組男役の澤佳津伎は孫にあたる。祇園甲部の芸妓実佳子はその妹。

## 年譜
- 昭和8年（1933年）3月8日 - 八代目澤村宗十郎の長男として生まれる。
- 昭和16年（1941年）5月 - 歌舞伎座『助六』の禿で六代目澤村源平を襲名して初舞台。
- 昭和28年（1953年）9月 - 『菅原伝授手習鑑』「加茂堤」の八重、『時今也桔梗旗揚』（馬盥の光秀）の桔梗で五代目澤村訥升を襲名。
- 昭和35年（1960年） - 東映に移籍、以後の3年間を東映専属の剣戟俳優・沢村 訥升（さわむら とっしょう）として、『新諸国物語 黄金孔雀城』『ふり袖小姓捕物帖』などに主演。
- 昭和38年（1963年） - 松竹に復帰、歌舞伎の舞台に戻る。
- 昭和51年（1976年）9月 - 歌舞伎座「高賀十種」のうち『伊勢音頭恋寝刃』（伊勢音頭）と『嫗山姥』（しゃべり山姥）で九代目 澤村 宗十郎（さわむら そうじゅうろう）を襲名。
- 平成元年（1989年） - 自主公演「宗十郎の会」を開始。平成10年（1999年）まで開催。
- 平成6年（1994年） - 芸術選奨文部大臣賞受賞。
- 平成7年（1995年） - 紫綬褒章受章。
- 平成12年（2000年）12月 - 歌舞伎座「高賀十種」のうち『若木仇名草』（蘭蝶）の蘭蝶をつとめ、共演した七代目中村芝雀、五代目坂東八十助とともに切口上も行い、翌月の十代目坂東三津五郎の襲名を祝った。これが伝説の最後の舞台となった。
- 平成13年（2001年）1月12日 - 心不全のため、大阪赤十字病院で死去。墓所は多磨霊園（14-1-9）。